# Melro-das-rochas-de-barriga-castanha
Melro-das-rochas-de-barriga-castanha (Monticola rufiventris) é uma espécie de ave da família Muscicapidae.
Pode ser encontrada nos seguintes países: Bangladesh, Butão, China, Índia, Laos, Mianmar, Nepal, Paquistão, Tailândia e Vietname.
Os seus habitats naturais são: florestas temperadas.